# Retrolidia nigricephala
Retrolidia nigricephala är en insektsart som beskrevs av Dietrich 2003. Retrolidia nigricephala ingår i släktet Retrolidia och familjen dvärgstritar. Inga underarter finns listade i Catalogue of Life.